# 阿罗马县

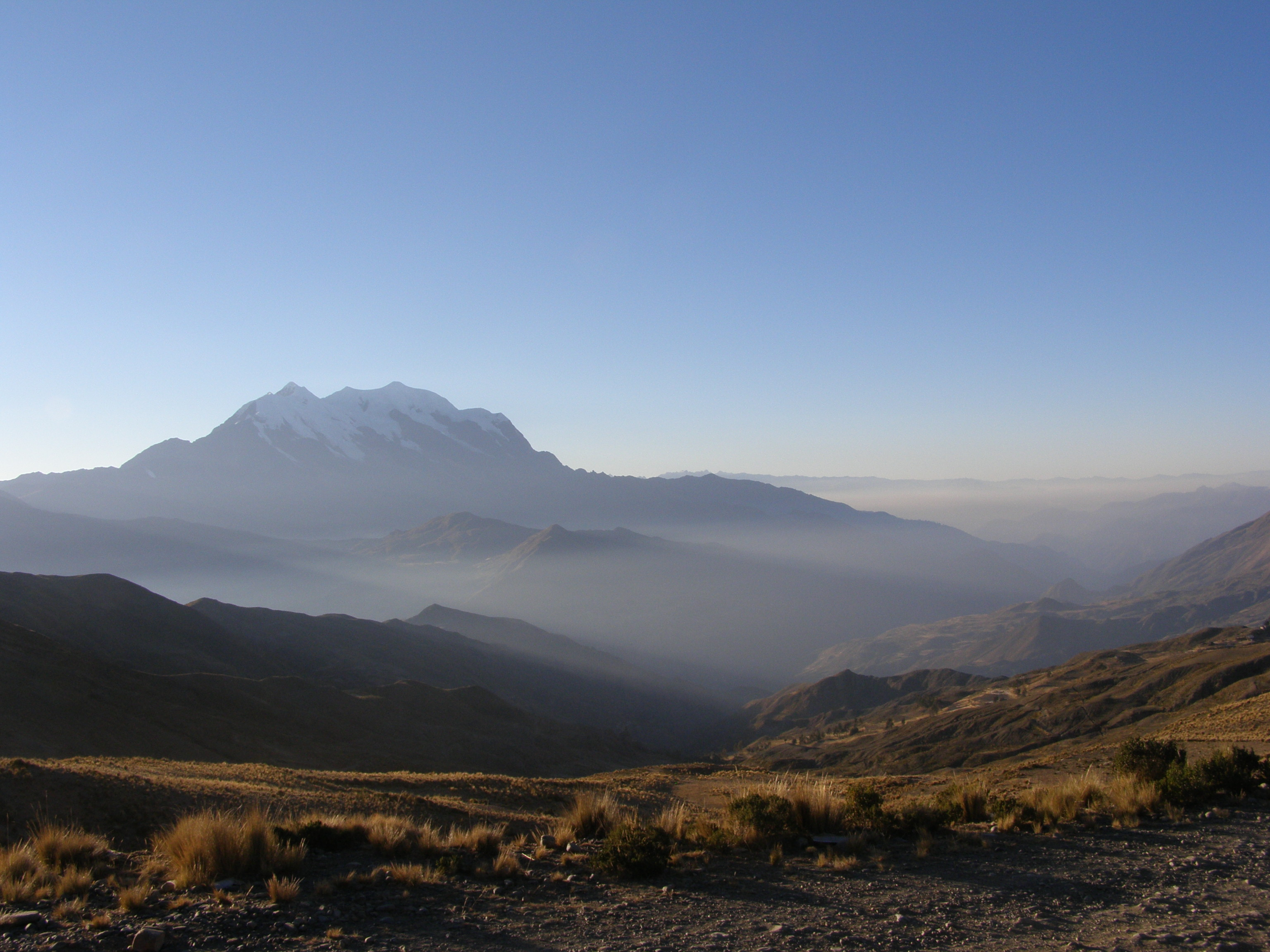

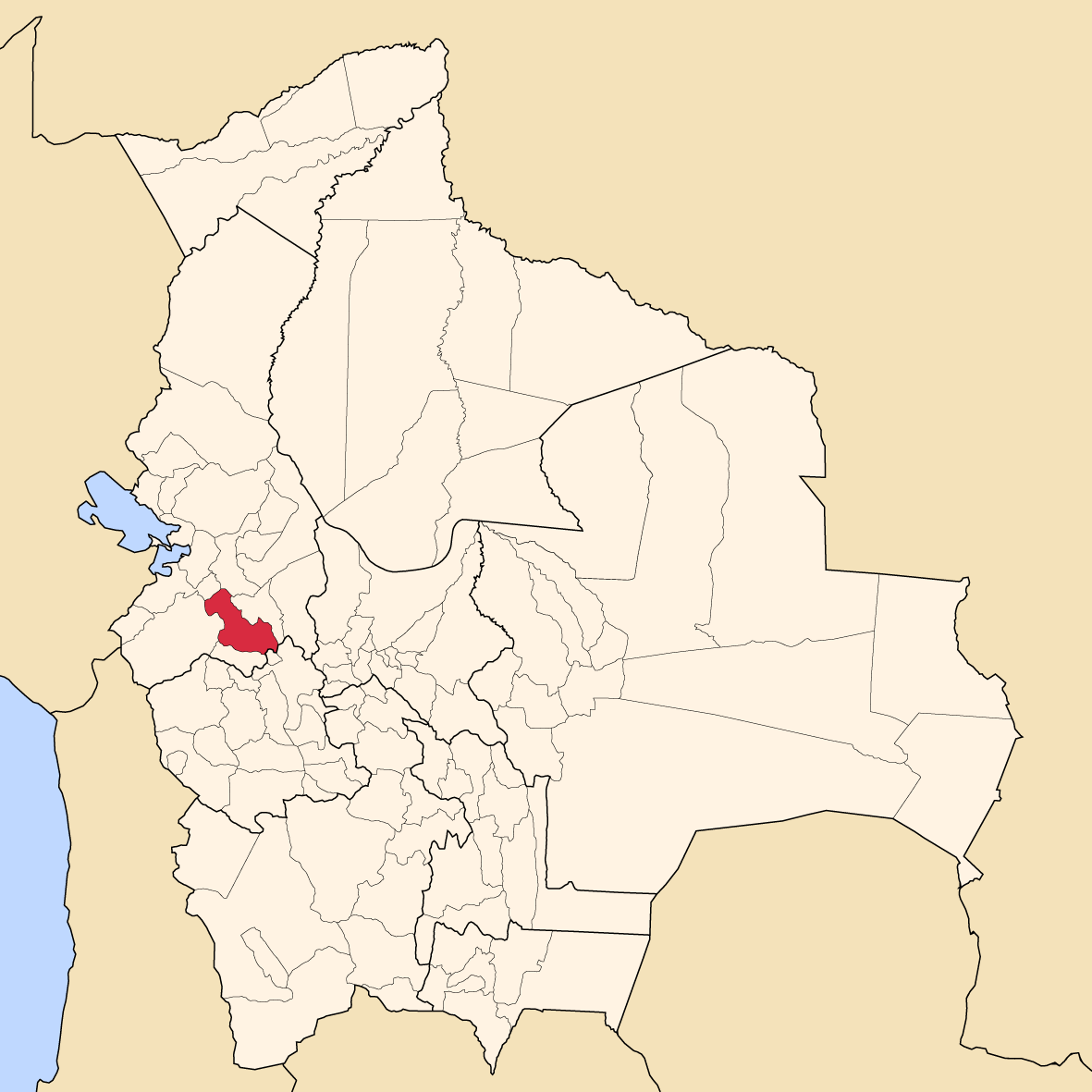

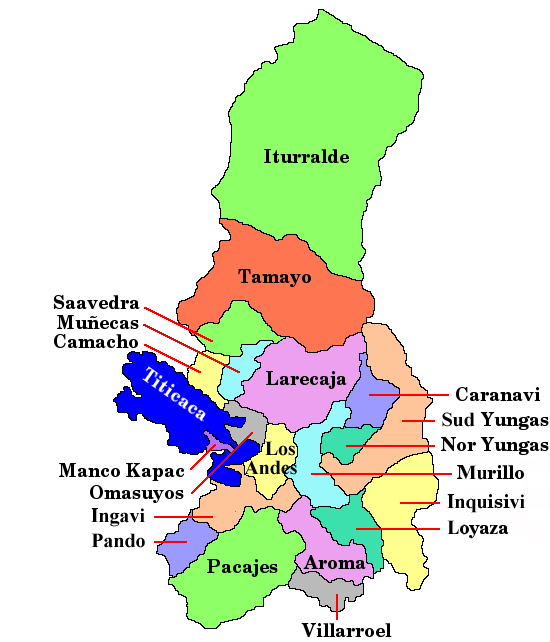

阿羅馬县（西班牙語：Provincia de Aroma），是玻利維亞的县份，位於該國西部，屬於拉巴斯省的一部分，县府設於錫卡錫卡，面積4,510平方公里，2012年人口97,364，人口密度每平方公里22人。